# 雕刻多粒螺
雕刻多粒螺（学名：Moellendorffia sculptilis）为坚齿螺科多粒螺属的动物，是中国的特有物种。分布于广东、广西、香港、澳门等地，生活环境为陆地，一般栖息于潮湿的树林灌木丛、草丛中、落叶石块下以及在石灰岩山区多腐殖质的环境也常见。